# Leuckartiara octonema
Leuckartiara octonema is een hydroïdpoliep uit de familie Pandeidae. De poliep komt uit het geslacht Leuckartiara. Leuckartiara octonema werd in 2007 voor het eerst wetenschappelijk beschreven door Xu, Huang & Guo. 